# Tsudayusurika fudosecunda
Tsudayusurika fudosecunda är en tvåvingeart som beskrevs av Sasa 1985. Tsudayusurika fudosecunda ingår i släktet Tsudayusurika och familjen fjädermyggor. Inga underarter finns listade i Catalogue of Life.